# Bette Davis Eyes
"Bette Davis Eyes" é uma canção cuja versão mais conhecida foi gravada pela cantora Kim Carnes.
A canção foi escrita em 1974 por Donna Weiss e Jackie DeShannon. Neste mesmo ano DeShannon gravou a canção que foi incluída no seu álbum New Arrangement. Contudo, seria apenas em 1981 que a canção se tornaria popular, graças à versão de Kim Carnes. "Bette Davis Eyes" passou nove semanas consecutivas no primeiro lugar do Billboard Hot 100, tendo sido vendidas oito milhões de cópias do álbum Mistaken Identity, onde se incluía a canção. A canção foi galardoada com o prémio Grammy para "Canção de Ano".
Bette Davis, falecida em 1989, declarou-se fã do tema, tendo agradecido aos compositores por terem feito de si uma parte dos tempos modernos.

## Outras versões
- A cantora francesa Sylvie Vartan também interpretou o tema nos anos 1980.
- A atriz Gwyneth Paltrow interpretou esta canção no filme de 2000 Duets, tendo sido lançado um single que se tornou um sucesso em algumas partes do mundo.
- A atriz e cantora Leighton Meester também interpretou a canção.
- A cantora e compositora Taylor Swift  fez sua versão para a música que acabou entrando para a tracklist de seu CD/DVD Speak Now World Tour Live.
- A cantora, compositora e atriz, Kylie Minogue, regravou Bette Davis Eyes para o álbum BBC Radio 2: Sounds of the 80's lançado em 2014. Posteriormente, cantou o sucesso na sua primeira turnê de verão, Kylie Summer 2015.
- A cantora e participante do The Voice USA, Chloe Kohanski, interpretou essa canção na final da 13a edição do programa. Ela acabou vencendo a competição.
- O grupo belga Milk Inc. regravou a canção para o seu álbum "Undercover", lançado em 2013.

## Posições nas paradas
| Parada (1981/2007)                           | Posição |
| -------------------------------------------- | ------- |
| U.S. Billboard Hot 100                       | 1       |
| U.S. Billboard Hot Adult Contemporary Tracks | 15      |
| UK Singles Chart                             | 10      |
| German Singles Chart                         | 1       |
| Austrian Singles Chart                       | 2       |
| Swiss Singles Chart                          | 1       |
| Dutch Top 40                                 | 17      |
| French Singles Chart                         | 1       |
| Italian Singles Chart                        | 1       |
| Italian Singles Chart                        | 1       |
| Swedish Singles Chart                        | 1       |
| Norwegian Singles Chart                      | 1       |
| Danish Singles Chart                         | 14      |
| Australia Singles Chart                      | 1       |
| New Zealand Singles Chart                    | 2       |

## Ligações Externas
- Vídeo Kim Carnes - Bette Davis Eyes @ My80s.biz